# 創造主教
創造主教、クリエイティヴィティ（Creativity）は歴史的には創造主（世界）教会、創造主の世界教会として知られている。無神論的（非有神論的）な白人至上主義の新宗教運動であり、白人分離主義、反有神論、反ユダヤ主義、反キリスト教、科学的人種主義、ホモフォビア、そして宗教的・哲学的自然主義を標榜している。創造主教は公然と人種差別を主張する宗教であり、「ホワイト・プライド」を強く推奨している。創造主教は、南部貧困法律センターや名誉毀損防止同盟によってヘイトグループに分類されている。これは1973年にベン・クラッセンがアメリカのフロリダ州ライトハウス・ポイントで「創造主教会」として設立したものである。現在、アメリカのいくつかの州のほか、オーストラリア、東ヨーロッパ、イギリスにも存在している。
創造主教は、創造主同盟（CA、創造主教会とも呼ばれる）と創造主運動という2つの組織によって推進されている。これら2つのグループは共通の起源を持つ。両者は、クラッセンの後継者であるマシュー・F・ヘイル（彼は組織名を「新創造主教会」と改称していた）が逮捕され、40年の禁固刑を言い渡された後の2003年に設立された。
創造主教は、「白人種の生存、拡大、進歩」に基づいた自然主義的で人種主義的な世界観を主張しており、グループが「自然の永遠の法則、歴史の経験、論理と常識」と分類するものに従っている。グループのメンバーは、ユダヤ人、黒人、混血などの「白人種と非白人種」間の「人種的聖戦」を信じている。

## 歴史
この宗教は、ベン・クラッセンが1973年に『自然の永遠の宗教』を自費出版した際、「創造主教会」として設立された。創造主教の信奉者は自らを「創造主」と呼ぶ。この用語はヒトラーの自伝的マニフェスト『我が闘争』に由来している。そこで彼の「人種」の分類は3つのカテゴリーに分けられており、「白人種」は「マスター種」と見なされ、「創造主」と呼ばれている。クラッセンはネオナチを教会に勧誘しようとした。ナチズムが積極的キリスト教を受け入れていること、国家主義（人種主義ではない）を主張していること、反スラブ主義や非ゲルマン系ヨーロッパ民族に対する他の感情については意見の相違があったものの、クラッセンはアドルフ・ヒトラーを「偉大な先駆者」として高く評価し、ナチズムを多くの文脈で称賛に値すると考えていた。彼は国民同盟の指導者ウィリアム・ルーサー・ピアースと親交を深め、1975年に2度ピアースと会い、その後18年間「断続的」な関係を維持した。クラッセンによれば、彼は「[ピアースが]彼のCosmotheism宗教と呼んだものの論理をまったく理解できなかった。…それは白人種連帯の促進という我々の共通の目標に関する限り、何ら重要ではなかった」という。クラッセンは『試練、苦難、勝利』の中でピアースを「偉大な人物であり、傑出した知的思想家であり、…我々の一人であった」と評した。
1982年、クラッセンはノースカロライナ州オットーに創造主教の本部を設立した。家族は地元住民からの抵抗を予想していたが、クラッセンは「地元の新聞による猛攻撃の悪質さには全く準備ができていなかった」と書いている。反対運動は拡大し、1982年5月13日のフランクリン・プレスの見出しには「親ヒトラー、反キリスト教指導者本部ここに」と書かれた。

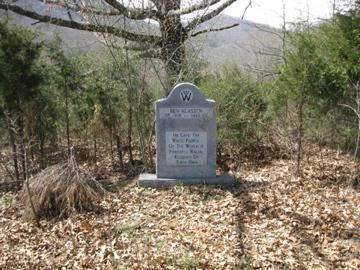
ノースカロライナ州オットーの創造主教本部内のベン・クラッセン記念公園にある、創造主教創設者ベン・クラッセンの墓石

1993年8月、クラッセンは75歳でオットーの創造主教本部敷地内で睡眠薬を過剰摂取して自殺した。彼の動機は当時説明されなかったが、ネオナチグループを研究する著作家たちは、クラッセンが自殺した理由として、妻の死による鬱病、彼の死に至る1992年から1993年にかけて教会が耐え忍んだ法的・財政的問題、そして彼が癌と診断されたという事実が考えられると示唆している。ユダヤ教やキリスト教のような他の宗教とは異なり、クラッセンの創造主教は自殺を罪とは考えておらず、1990年代初頭に創始者クラッセンが直面したような状況下では、自殺は適切な死に方であると見なされている。クラッセンはオットーの創造主教本部に埋葬され、彼の墓は彼が以前から「ベン・クラッセン記念公園」と指定していた場所にある。
1996年、マシュー・F・ヘイルは、元の創造主教会の他の牧師たちと共に、「創造主世界教会」として知られる後継グループを結成した。ヘイルの「創造主教会」という名称の使用権は、商標権侵害事件で、オレゴン州アッシュランドに本拠を置く非提携宗教団体である創造主教会に奪われた。
2003年1月、ヘイルはジョーン・レフコウ判事を殺害するよう治安責任者アンソニー・エヴォラに指示しようとしたとして逮捕、起訴された。彼は有罪判決を受け、40年の禁固刑を言い渡された。2003年にヘイルが逮捕された後、創造者の世界教会が消滅したのに伴い、「創造主運動」と「創造主同盟」または「創造主教会」として知られる2つの異なるグループが形成された。オーストラリア人のコリン・キャンベルは創造主同盟を共同設立した。

## 信念と構成員
白人分離主義は創造主教の根幹であり、そのため信奉者は非白人を憎み、彼らとの社会的交流を避けるよう教えられている。この宗教の信奉者は、同性愛、異人種間結婚、不平不満を拒絶することも求められている。創造主運動のメンバーシップは、遺伝的遺産が「完全に、または主に」ヨーロッパに由来する人物、すなわち、居住地に関わらず白人種のメンバーに限定される。
創造主教全体の指導者は「ポンティフェックス・マキシマス」と呼ばれる。これは、ラテン語で「最高の司祭」を意味し、古代ローマに由来する称号である。創造主教で最初のポンティフェックス・マキシマスはクラッセン自身であった。
創造主教には「16の戒律」と「5つの根本的信条」があり、信奉者はこれらを1日に5回唱えることになっている。これには、「彼らの人種が彼らの宗教である」という信条、白人種が「自然の最高の創造物である」という信条、人種的忠誠が「最高の栄誉」であり人種的裏切りが「最悪の犯罪」であるという信条、白人にとって有益なものはすべて善であり、白人にとって有害なものはすべて悪であるという信条、そして白人はユダヤ人との商取引を避け、「ニガーやその他の有色人種を雇う」ことを拒否すべきであるという信条が含まれる。クラッセンの『小さな白い本』は、創造主教が「唯一無二の、真の、そして革命的な白人種宗教」であると宣言し、クリスチャンアイデンティティーやウォータニズムのような他の人種差別的宗教を否定している。
クラッセンはすべての黒人を憎む人種差別主義者であり、黒人に対する軽蔑を公然と表明していた。公の言論および著作において、クラッセンは一貫して黒人を人種差別的なスラング「ニガー」と呼び、彼の宗教のすべての信奉者に、黒人を指す際に「黒人」や「アフリカ系アメリカ人」のような侮蔑的でない用語ではなく、その言葉を使用するよう求めていた。クラッセンはまた、「ニグロ」のような攻撃性の低い用語を使用する他の人種差別主義者も非難し、印刷物で「さらに、ウェブスター辞典でその言葉を調べたところ、『ニガー』という言葉は非常に記述的であることがわかった。『黒人に対する敵意と軽蔑の粗野で攻撃的な言葉』。我々の立場が…どうあるべきか…これ以上正確に定義できるものはないと思う。もし我々が人種の完全性と人種の純粋さを求めるのであれば…我々はニガーに対して敵対的な立場を取らなければならない。我々は彼に軽蔑しか与えてはならない」と述べている。
この宗教は、アメリカ文化が「より退廃的」になっているという信念を提唱しており、「黒人犯罪の増加、同性愛、異人種間結婚の受容の拡大、薬物使用の増加、そして白人における人種的アイデンティティの欠如」をその退廃の証拠として挙げている。名誉毀損防止同盟によれば、メンバーはユダヤ人がすべての人種を奴隷化しようと企んでいると信じており、特にユダヤ人が「白人種の混血化」を進めていると信じている。2000年代初頭には、グループは中央イリノイ州に移住して「創造主教の拠点」（すなわち、創造主が人口の多数を占める場所）を確立するよう奨励された。

### 食事
クラッセンはナチュラルハイジーンであり、有機栽培された果物、穀物、ナッツ、野菜からなる「健康的な生活」として知られる厳格な果実主義と生菜食主義の食事を推奨していた.。彼は、食品は「調理されておらず、加工されておらず、保存されておらず、他のいかなる方法でも改ざんされていないものでなければならない。これはさらに、化学物質を使用せずに有機的に栽培されなければならないことを意味する」とコメントした。クラッセンは人間が果実食動物であると主張し、彼の果実食ダイエットを菜食主義と区別した。彼の著書『白人の聖書』では、「我々は菜食主義を推奨しているのではなく、ナッツや種子をタンパク源として含む果実食主義を推奨している」と述べている。しかし、クラッセン自身は健康法すべての規則に従っていたわけではない。歴史家のジョージ・マイケルは、「彼の健康的な栄養摂取の提唱にもかかわらず、彼の協力者の中には、実際にはクラッセンが『健康的な生活』の食事指針に従っていなかったと主張する者もいた。なぜなら、彼はしばしば赤肉やアイスクリームを食べていたからである」と指摘している（クラッセンは、彼のグループにおけるメンバーシップの前提条件としてではなく、創造主教の「進歩段階」の目標の一部として、健康的な生活の完全な実施を信じており、食事は信奉者の個人的な選択であった）。
創造主同盟はクラッセンの生菜食主義の食事を提唱し続け、「人工的な薬」を含むすべての薬物の使用に反対し、「自然療法」を支持している。創造主教のメンバーは、反ユダヤ主義的な独自の「コーシャー」食事規定に従っているとされ、豚肉、甲殻類、ナマズは厳しく禁止されている。

### 来世と超自然
創造主教は超自然主義を否定し、形而上学的自然主義の世界観を肯定する。創始者ベン・クラッセンによれば、メンバーは「迷信的ではなく、超自然への信仰を軽蔑する…想像上の幽霊、精霊、神々、悪魔に信頼を与えたり、愚かなゲームをしたりしない」という。メンバーは自然が意識のある存在であるとは信じていないが、「自然の中のすべて」—「その数百万の自然法則を含む全宇宙、全宇宙、時空を越えて」という自然主義的汎神論的な見方を保持している。
メンバーは来世の概念を否定し、個人の遺伝的「不死」は生殖と遺産を通じて達成され、個人の意識は死によって停止すると信じている。創造主教は個人主義よりも集団主義を支持し、地球上での生と死は「合理的で恐れることのない方法」で見るべきだと教えている。メンバーは、人生の目的は白人種の「生存、拡大、進歩」であり、「個人の継続」は遺伝と将来の世代に残される遺産を通じて達成されると信じている。
クラッセンは無神論者に分類され、報道によって創造主教も無神論的であるとされているものの、彼はその用語を「空の架空の幽霊」を信じる人々が用いる意味のない中傷的な言葉であると考えてその後の使用に反対した。彼は、「組織化された無神論運動」には「破壊しようとする迷信に代わる独自の積極的な信条とプログラム」が欠けており、当時存在していた無神論運動の多くは「親白人種的な姿勢をとっておらず、その多くは『ユダヤ人の強い影響下』にあった」と述べている。共通点を挙げ、クラッセンは、「無神論と創造主教の両方は、あらゆる超自然的な信念、主張、迷信を嘆き、非難する。我々は神々、悪魔、幽霊、精霊、天国、地獄を信じない。我々はそのようなまやかしはすべて、主に人々の心を支配し、世俗的な事柄を操り、そこから最大限の金銭的利益を引き出す目的で人間によって発明されたものであると非難する」と述べている。

### 人種社会主義
南部貧困法律センターは創造主教をネオナチのイデオロギーに分類している。クラッセンによれば、創造主教はナチズムの焼き直しではない。この事実の証拠として、彼は両政治イデオロギー間に存在する8つの相違点を挙げた。彼は自身の政治イデオロギーを記述するために「人種社会主義」という言葉を採用した。クラッセンは民主主義に批判的であり、実力主義を提唱し、有能な指導者が統治すべきだと信じていた。人種社会主義のもとでは、「白人は共通の目標に向かって協力するが、ソ連のゴスプランのような大規模な経済計画は行わない」とした。彼は限定的な市場経済を支持し、社会的および経済的活動は白人の最善の利益となるべきだと考えていた。クラッセンは白人労働者階級から人材を募集する「左翼的傾向」を批判し、「国民または人種共同体のすべての[白人]メンバー…は重要な役割を担うべきである」と述べた。
クラッセンは創造主教のメンバーに対し、「白人種のために政治的に組織し、文献を配布し、白人の連帯を促進・育成し、可能であれば合法的な手段で政府と国家の政治機構を掌握するために、熱心かつ積極的に働く」よう促した。「もし合法的な手段でそれが不可能であれば、我々は200年前に我々の祖先が自由、財産、家、家族を守るために用いたのと同じ手段に訴えなければならない」。

### 活動
創造主教は、「総力戦に備える」という信念の一環として、『自然の永遠の宗教』と『白人の聖書』の2冊を白人の手に1000万部届けることを目標に、布教活動を行っている。人口動態の変化が異人種間の結婚につながっているという認識を支持するために、白人虐殺陰謀論を教えている。
オンタリオ州宗教寛容コンサルタントによれば、創造主運動は違法行為や暴力を、非生産的であると信じて反対している。グループのメンバーハンドブックは、犯罪を犯したり、他者に犯罪を促したりしたメンバーをグループから追放すると脅している。それにもかかわらず、このグループは複数の宗教的・人種的動機による暴力的犯罪と関連付けられている。グループのメンバーは「人種的聖戦（ラホワ）」を人種的自己防衛の宗教戦争と見なしている。『白人の聖書』は、シオニスト占領政府が創造主教の合法的な普及を妨げるとの信念を述べ、読者に対し、「その段階が来たとき（そしてユダヤ人の暴君が我々を限界まで追い込むことは十分に予想される）、我々はそれに応じて行動を計画しなければならない。そして、慎重に、注意深く、容赦なく」と述べ、読者に対し、「我々の生存のために利用できる合法的な、あるいはその他の手段を用いる」よう呼びかけ、グループの「苦しめる者たち」を追い詰め、排除することにつながると述べている。

## 慣習

### 祝日
この宗教にはいくつかの祝日がある。創造主はこれらの祝日を遵守し、家族や宗教の友人と時間を過ごすことが奨励されている。
- 南部勝利の日（1月26日）：1788年のファースト・フリートのオーストラリア大陸への到着を記念する。
- クラッセンの日（2月20日）：1918年の創始者の誕生日を記念する。
- 設立の日（2月21日）：1973年の『自然の永遠の宗教』の出版記念日。
- 創設の日、ラホワの日（3月20日）：1982年の世界センター設立記念日と、人種戦争を想起させる日。
- コーゼル・デー、殉教者の日（9月15日）：1990年のこの日にメキシコ人との戦いで殺された運動のメンバー、ブライアン・コーゼルを追悼する。
- フェストゥム・アルブム（12月26日～1月1日）：ウンデッド・ニーの虐殺を記念する、白人人種の誇りを祝う一週間の祝祭。虐殺記念日の12月29日も「西部勝利の日」として祝われる。

### 儀式
創造主教には4つのライフサイクル儀式がある。創造主結婚式、創造主子供誓約式、白人種への忠誠確認式、そして故人への別れの言葉の儀式である。儀式は教会の牧師によって執り行われる。結婚式では、新郎新婦が「自然」と会衆の前で誓いを交わす。誓約式は、理想的には子供の誕生から2週間以内に行われ、両親が子供を「白人種の忠実なメンバーであり、教会に忠実である」ように育てることを誓う。確認式は、理想的には子供が13歳の誕生日に行われる。頌栄式は故人の親族に任され、火葬は遺体の処理方法として認められている。

### 牧師
クラッセンはすべてのメンバーが勧誘活動に従事するよう努め、そのため「16歳以上の合法的な白人男性または女性」で、教会指導部に「白人種の崇高な大義に献身している」と納得させた者には「牧師証明書」を授与した。将来の牧師は、適格性を示し、筆記試験と口頭試験に合格しなければならない。筆記試験は150問（各問に1段落で回答が必要）と小論文で構成される。応募者は、3人の既存の牧師からの推薦を求めることが奨励され、最終的な要件は誓約書の署名である。

## 書籍
創造主教の主要な2つのテキストは、クラッセンが1973年に著した『自然の永遠の宗教』と『白人の聖書』である。これらの本は、白人種が「自然の創造の頂点」であり、「自然の最高傑作」であると教え、「白人人種宗教」の基礎を概説している。最初の本の第1部では、キリスト教、疫病としての黒人、欺瞞の寄生虫の主人としてのユダヤ人を批判している。アダムとイブ、ヨナと鯨、イエスの復活を含む多くの聖書物語は、クラッセンが書いた後続の書籍で広範に批判されている。イエスの歴史性は否定され、クラッセンはキリスト神話説を信じていると述べている。これは、キリスト教の創始者であり中心人物であるイエスが歴史上の人物ではなく、架空の人物であったと主張する、異端のイデオロギーである。創造主教によれば、キリスト教は暴力的な宗教であり、ローマ人によって殺されたキリスト教徒1人につき、1000人の仲間のキリスト教徒を殺害してきたという。
信奉者は、「隣人を愛せよ」という聖書の教えやキリスト教の平和主義が「人種的自殺」につながると考えており、キリスト教はローマ帝国を滅ぼすためにユダヤ人によって考案され、イスラム教は「泥の民族」を動員してヨーロッパを侵略・征服するためのユダヤ人の陰謀として形成された「好戦的な宗教」であると信じている。彼らは聖書マタイ伝5章44節の「敵を愛せよ」という勧告を拒否し、敵は憎むべきであり、滅ぼすべきであると信じている。最初のテキストの第2部で、クラッセンは「キリスト狂」（彼がキリスト教を指す言葉）に代わる「人種宗教」の基礎を築こうとした。その中で、メンバーは黄金律を拒絶し、それが「良い意味をなさない」ものであり、「よく見ると」それは「全く機能しない原則」であると述べ、独自の「黄金律」に置き換える。それは、白人種にとって良いことは最高の美徳であり、白人種にとって悪いことは究極の罪である。人種的忠誠は最高の栄誉であり、人種的裏切りは最悪の犯罪である、というものである。
クラッセンはさらに11冊の書籍を出版しており、その中には『創造主教の拡大』、『より白く、より明るい世界の構築』、そして『ラホワ！この惑星は我々のものである』などが含まれる。

## 人物

### ゲイド家
バンド「プルシアン・ブルー」のリンクスとラム・リンゲルサー（ゲイド）の母親であるエイプリル・ハリントン（ゲイド）は、長年創造主教の支持者であり、創造主世界教会のメンバーであった。彼女は娘のドレズデン・ヘイルをリーダーであるマシュー・F・ヘイルにちなんで名付けた後、ナショナル・アライアンス、そして分裂したナショナル・バンガードに加わった。「14 Words」の著者デイヴィッド・レーンのために書かれたプルシアン・ブルーの曲「スタンド・アップ」は、投獄されたヘイルを支持することを意図した未発表の「フリー・マット・ヘイル」CDの一部であった。ラムとリンクス・ゲイドは、自分たちがその運動を選んだわけではなく、母親に支配されていたと述べ、この運動を非難している。

### クレイグ・コブ
動画共有サービスPodblancを運営していたクレイグ・コブは、アメリカ中西部の小さな町を乗っ取ろうと試みた。彼はノースダコタ州に飛地を設立し、ドナルド・トランプにちなんで「トランプ創造都」または「クリエイティヴィティ・トランプ」と改名しようとした。コブが飛地を設立するために購入した教会の建物は、ノースダコタ州ノームで「焼失した」。

### ジョージ・バーディ
ジョージ・バーディ、またの名をジョージ・エリック・ホーソーンは、カナダのメタルバンドRaHoWaのリードシンガーであり、創造主教会のトロント支部のリーダー、そしてレジスタンス・レコーズの創設者であった。彼は暴行罪で有罪判決を受け、服役後に人種差別を放棄したと主張した。バーディはベン・クラッセンの死後、創造主教の存続に貢献したとされている。2017年、バーディは白人ナショナリストの舞台に戻ったが、創造主教そのものに戻ったわけではない。

### マシュー・F・ヘイル
クラッセンが1993年に死去した数年後、白人至上主義者マシュー・ヘイルは新創造主教会（後に創造主世界教会と改称）を設立した。ヘイルは、彼の人種差別的な信条のためにイリノイ州弁護士会への入会を3度拒否されたことで全国的なニュースになった。1999年11月12日、イリノイ州最高裁判所は、ヘイルの弁護士資格の否認をさらに検討することを拒否し、「ヘイルには弁護士業務を行う道徳的品性が欠けていると述べた倫理・適格性委員会の決定を継続した」。ヘイルによれば、委員会の彼の弁護士資格の否認が、ベンジャミン・ナサニエル・スミスのドライブバイシューティング事件を引き起こした可能性があるという。
2003年1月9日、ヘイルは治安部長アンソニー・エヴォラにジョーン・レフコウ判事を殺害するよう指示しようとしたとして逮捕された。ヘイルは2004年4月26日に5件の訴因のうち4件（殺人の教唆1件、司法妨害3件）で有罪となり、2005年4月に連邦刑務所で40年の禁固刑を言い渡された。

### ヨハネス・グロッベラーとユルゲン・ホワイト
ヨハネス・グロッベラーとユルゲン・ホワイトは、アフリカ系創造主であり、国家社会主義者パルチザン（ブランケ・ベフライディングスベベーギングの準軍事部門）のメンバーであった。彼らは1991年11月、ナミビアのサバイバリスト拠点に武器と爆発物を密輸しようとして、アピントン近くで南アフリカ警察との銃撃戦で死亡した。彼らは警察に停車させられ、車両が盗難されたのではないかと疑われた。報告書によると、近くの警察署に護送されている間に発煙弾を爆発させ、逃走しようとした。警察は5マイル離れた場所で乗り捨てられた車両を発見した。グロッベラーとホワイトは彼らを待ち伏せした。2人の警察官が撃たれ、1人が死亡した。

### ロン・マクヴァン
ウォーチャンスヴォルクという人種主義異教グループの共同創設者であるロン・マクヴァンは、かつて2年間、創造主教会に所属し、そのナンバーツーであった。マクヴァンは機関誌「Racial Loyalty」に記事やアートワークを提供し、教会の武術インストラクターを務めた。クラッセンとマクヴァンは反キリスト教の信念を共有していたが、マクヴァンはより精神的なアプローチを求め、創造主教には精神性が必要だと感じた。彼は太平洋岸北西部に移住し、1992年にオレゴン州ポートランドで「Wotan's Kindred」を設立し、そのグループは白人種の「遺伝的性格と集団的アイデンティティ」に根ざしていると述べた。
マクヴァンの協力者でありウォーチャンスヴォルクの共同創設者であるデイヴィッド・レーンは、創造主教から、特に「人種宗教」のアイデアからインスピレーションを得たが、創造主教の「無神論的」な立場には同意せず、自身を有神論者であると考えていた。

### ウィリアム・クリストファー・ギブス
ジョージア州の創造主教の信奉者であり、創造主同盟のメンバーであるウィリアム・クリストファー・ギブスは、生物毒素リシンを所持していたとして逮捕された。ギブスはリシンを誤って手に付けてしまい、病院に運ばれた。
2018年9月21日、連邦判事はギブスの連邦刑務所からの釈放を命じた。これは技術的な問題によるもので、2004年の法律改正と2005年の規制改訂により、リシンが「選択物質」として知られる違法な生物毒素のリストから不可解にも削除されていたためである。判事は、ギブスが他の連邦法の下で有罪となる可能性を排除しなかった。ギブスは、2017年の逮捕に端を発する軽罪の無謀行為の罪と、2010年の窃盗罪による保護観察違反のため、ジョージア州ファニン郡の刑務所に収監され続けた。

### ボビー・フィッシャー
チェスのグランドマスターであるボビー・フィッシャーは、創造主教のいかなる組織の正式なメンバーではなかったが、その創設テキストの一つであるクラッセンの『自然の永遠の宗教』を称賛した。フィッシャーは、この本が「キリスト教そのものが単なるユダヤ人のデマであり、世界征服のためのもう一つのユダヤ人の道具である。それは自然の永遠の法則と全く調和しない」ことを証明していると主張した。しかし、フィッシャーはクラッセンの著作の他の側面も批判し、彼を「極端な人種差別主義者」と呼んだ。フィッシャーは『白人の聖書』のコピーも所有していた。

## 法的問題と再編成
1992年、財政的・法的問題（南部貧困法律センターが提起した民事訴訟を含む）と妻の死に直面し、高齢のクラッセンは後継者を探した。ルドルフ・G・（「ブッチ」）スタンコがその地位に好まれていたが、彼は当時投獄されていた。クラッセンはチャールズ・エドワード・アルトヴェーターを選んだが、彼が指導権を握る前に交代させた（度重なる犯罪容疑のためと推測される）。その後、彼はミルウォーキーのネオナチであるマーク・ウィルソンを選んだ。ウィルソンは1992年7月から1993年1月まで教会を運営した。クラッセンは突如ウィルソンをリチャード・マッカーティに交代させ、マッカーティを創造主教コミュニティに確立させようと努めた後、教会の財産のほとんどを国民同盟のウィリアム・ルーサー・ピアースに10万ドルで売却した。ピアースはすぐにその財産を非提携の第三者に18万5000ドルで売却した。
マッカーティの指導の直前および最中に、創造主教は法的問題に悩まされた。メンバーは陰謀、銃器の不法所持、そして1993年7月のワシントン州タコマの全米黒人地位向上協会ビル放火事件との関連で逮捕された。マッカーティはグループの統合を維持するのに苦労した。南部貧困法律センター（SPLC）が、創造者のメンバーであるジョージ・ローブによる1991年5月のハロルド・マンスフィールド・ジュニア殺害に関連する損害賠償を求めて提起した訴訟は、最終的に1994年3月の裁判所の判決につながり、創造者の教会に100万ドルの罰金が科された。裁判所はまた、クラッセンが自殺直前にピアースに財産を売却したことは、マンスフィールドの家族への支払いを阻止するための共謀であると裁定し、ピアースにその財産転売による8万5000ドルの利益を返還するよう命じた。教会が未払い残高を支払うことができなかったため、SPLCは残りの損害賠償を清算するために解散を訴え、マッカーティはすぐに同意した。

### 創造主運動
マシュー・F・ヘイルは1996年に新創造主教会を設立し、後に創造主世界教会と改称した。ヘイルの創造主世界教会は、ベン・クラッセンの創造主教会の直接の後継ではなく、新しく独立したグループであった。2003年に逮捕されるまで、ヘイルは現在機能停止している創造主世界教会の唯一のポンティフェックス・マキシマスであった。現在、創造主運動として知られるグループは、ヘイルの創造者の世界教会の白人パワー・スキンヘッド指向の直接の後継である。
イリノイ州ザイオンに本部を置き、モンタナ州に創造主の集中が見られ、24の地域支部を擁し、世界中に地方支部とメンバーがいると主張している。
2000年、オレゴン州を拠点とするTE-TA-MA真理財団は、「創造主教会」という名称を使用したことで、創造主世界教会に対し訴訟を起こした。オレゴン州のグループは1982年にこの名称を商標登録していたためである。米国地方裁判所判事ジョーン・レフコウは創造主世界教会に有利な判決を下した。しかし、2002年12月には、創造主世界教会が旧名称の使用を継続したため、1日あたり1,000ドルの罰金を科された。2003年には、さらに上訴が米国最高裁判所によって却下された。ヘイルは法廷侮辱罪とジョーン・レフコウ判事殺害教唆の罪で起訴され、2005年4月6日、40年の禁固刑を言い渡された。ビル・ホワイトはマシュー・ヘイル事件の陪審員を脅迫した罪で有罪となり、42ヶ月の禁固刑を言い渡されている。
2017年初頭、自らを創造主運動の「信仰の守護者委員会」と称するグループが、イングランドのジェームズ・コステロを「ポンティフェックス・マキシマス」に選出した。コステロは2023年11月に人種的憎悪扇動の罪で有罪となり、5年の禁固刑を言い渡された。

### 創造主同盟
オーストラリア人のカイレン・カンブール（旧名コリン・キャンベル）は、2003年に創造主同盟を共同設立した。2017年にはジョセフ・エスポジートが創造主同盟（オレゴン創造主教の教会）のポンティフェックス・マキシマス（選出）に任命された。短期間、創造主同盟はラホワの白人十字軍（WCOTR）として知られており、これは2003年のヘイル逮捕後、元創造主世界教会のメンバーによって設立されたものである。オレゴン州のエスポジート（元フロリダ州）と、フロリダ州のもう一人の元クラッセン支持者ジョージ・ローブは、それぞれ長期の懲役刑に服している。
南部貧困法律センターの報告によると、2015年時点で、創造主同盟はジョージア、ペンシルベニア、サウスカロライナ、ユタ、バーモントの各州にグループを有していた。創造主同盟のウェブページや出版された書籍では、TE-TA-MA真理財団が所有する登録商標「創造主教会」を継承または超越する意図はないと強調している。
創造主同盟の元ハスタ・プリムス（書記、または副官）であり、現在は活動停止しているスモーキー・マウンテン創造主教の教会の創設者であるランドルフ・ディロウェイは、復活したナショナル・アライアンス（『ターナー日記』の著者ウィリアム・ルーサー・ピアースがかつて率いていた非提携のネオナチグループ）の会計士であり、過去の指導者によってその組織に与えられた財政的損害を評価していた。誤りを発見（および議論）した後、命の危険を感じたため、ディロウェイは警察とSPLCに連絡し、ナショナル・アライアンスのメンバーが詐欺と横領を犯したと主張する書類を提出した。
2017年、創造主同盟はペンシルベニア州ピッツバーグ全域でのチラシ配布の責任があることが判明した
逮捕された米国人メンバーには、リシン毒の製造を試みて逮捕されたジョージア州の創造主教会の男性（後に不起訴）や、ペンシルベニア州のメンバーであるハーディ・ロイドが含まれる。彼は人種差別的なチラシを配布し、武器を隠匿し、白人至上主義のウェブフォーラムに参加して保護観察に違反したとして逮捕された。

#### オーストラリア
カイレン・カンブールは、創造主世界教会に入会後数年経った2003年に創造主同盟を共同設立し、2009年から2016年まで創造主同盟の初代「ポンティフェックス・マキシマス」（「最高司祭」を意味する）を務めた。彼は2003年以来、何らかの形で創造主同盟を率いており、ポンティフェックス・マキシマス（選出）ジョセフ・エスポジートが自由に支配できるようになったらグループのリーダーシップを譲るつもりであると述べている。彼は宗教としての創造主教の全体で5番目のポンティフェックス・マキシマス（B.クラッセン、M.ウィルソン、R.マッカーティ、M.ヘイル、C.カンブール）であり、また米国以外に居住する創造主教の最初のリーダーでもあった。彼の現在の役職と称号は教会管理者である。彼のグループの支部は創造主教会南オーストラリアと命名されている。南オーストラリア州アデレードで生まれたカンブールは、自身を「元アウトローバイカーであり、元オーストラリア陸軍兵士」と表現している。彼は娘が州に「誘拐」されたと主張しており、教会を自身の「生来の攻撃性」のはけ口と見なしている。
創造主同盟のメンバーは定期的にチラシを配布することで知られており、特にオーストラリアとニュージーランドで顕著である。
南オーストラリア州司法長官と多文化問題担当大臣は、創造主同盟の南オーストラリア州代表およびポンティフェックス・マキシマスのウェブサイトを閉鎖し、その組織を非合法化しようと何度か試みている。カンブールはオーストラリア報道評議会に対し、創造主同盟を白人至上主義組織（宗教ではなく）と表現し、そのメンバーを「憎悪のはけ口を探している少数の変わり者」と特徴付けたのは不公平であるとして苦情を申し立てた。彼の苦情は、ジャーナリストの評価がニュース記事ではなく意見記事であるという理由で却下された。

#### イギリス
2015年にCAはインバーバーヴィー（スコットランド）とリバプールでチラシを配布した。英国創造主教会を代表して発言した牧師は編集者への手紙の中で、チラシは合法であり、人種優越主義ではなく人種分離を訴えるものであると述べた。

## その他の法的訴訟
創造主教は、米国ウィスコンシン州東部地方裁判所によって、Peterson対Wilmur Communications（205 F.Supp.2d 1014）（2002年）において宗教として認められた。アメリカ自由人権協会は創造主世界教会を支援するために介入した。
カリフォルニア州連邦判事マキシン・M・チェズニーは、Conner対Tilton事件（2009 U.S. Dist. LEXIS 111892 (ND CA, 2009年12月2日)）において、宗教的土地使用および制度化された人物法に違反したと主張してペリカンベイ州立刑務所を提訴した収監中の創造者に対して不利な判決を下した。この判決では、創造主教およびその他のいくつかの組織や信念体系（MOVE、ビーガニズム、マリファナ教会を含む）が、米国第3巡回控訴裁判所が開発した宗教を決定するための3点テストの定義の下で、宗教ではなく、道徳的または世俗的な哲学を構成すると宣言された。このテストは、「深く不可解な事柄に関する根本的かつ究極的な問い」に対処することを根拠としている。裁判所は、原告が創造主教が宗教であるかどうかについて真の問題を提起できなかったと結論付けた。裁判所は、創造主教が「根本的な懸念」を扱う範囲において、その懸念は世俗的な事柄に関するものであり、裁判所が宗教的原則と見なすものではないことを発見した。創造主教は、それが一つの質問（または道徳的教え）に限定されていると提示されたため、本質的に「包括的」ではなく、創造主教の構造的特徴は「世俗的な教えや理想を宗教的イデオロギーに変えるものではない」と判断した。ヘイル対連邦刑務所局（2015年）において、裁判所は、創造主教が米国憲法修正第1条の下で宗教として認められる可能性があり（IRSによる潜在的な税控除を含む）、刑務所内で実践できる可能性があると判断した。
さらに、1989年3月12日、米国カリフォルニア州北部地区連邦地方裁判所の連邦判事ファーン・M・スミスは、サンクエンティン刑務所当局に対し、収監者から押収された『白人の聖書』を返還するよう命じた。州は、この本が差し迫った危険を提示することを証明できなかったためである。

## ビラ配り運動
2015年3月、英国リバプール南部で、「白人種は自然の最高傑作である」というスローガンが書かれたビラがドアに投函された。創造主教の牧師であり、当時創造主教同盟のポンティフェックス・マキシマスであったカイレン・カンブールは、自身がビラの配布の責任者であると述べた。地元の市議会議員から警察に苦情が寄せられた。地元の緑の党のサラ・ジェニングスは、創造主教を「あからさまな人種差別主義者の周縁グループ」として非難した。カンブールによれば、「私たちのチラシに嫌悪感を抱き、100パーセント合法的なメッセージを利用して政治的利益を得ようとする政治家は、政治的に正しい世界の不正義に反対する権利を行使している罪のない人々を犠牲にした、日和見的な権力乱用を行っている」という。
米国では、モンタナ州北西部、特にフラットヘッド・バレーで、創造主運動を宣伝する「人種差別的なチラシが大量に」配布されている。南部貧困法律センターは2015年に同州での創造主同盟の存在を挙げた。

## 関連ページ
- Far-right subcultures
- List of fascist movements
- List of neo-Nazi organizations
- List of white nationalist organizations
- Nontheistic religion
- ヨーロッパの急進右翼
- アメリカの急進右翼

## 参照
1. ↑  “Matt Hale” (英語). Southern Poverty Law Center. 2022年2月15日閲覧。 “Klassen had founded the Church of the Creator in 1973 based on the belief that "white people are the creators of all worthwhile culture and civilization." Race itself was the sole religious doctrine of this "church," an essentially atheistic discipline that views the Judeo-Christian god as a phantom "super-spook."”
2. ↑  “The Creativity Movement”. Southern Poverty Law Center. 2017年7月29日時点のオリジナルよりアーカイブ。2017年2月10日閲覧。
3. ↑  “Creativity Movement (Formerly World Church of the Creator)”. www.adl.org. 2024年3月1日閲覧。
4. 1 2 3  Michael, George (2003). Confronting Right Wing Extremism and Terrorism in the USA. Routledge. p. 72. ISBN 978-1134377619
5. 1 2 3  “United States of America v. Matthew Hale”. News.findlaw.com. 2016年5月25日閲覧。
6. 1 2 3  “White supremacist found guilty”. ABC7Chicago.com. (2004年4月26日).  オリジナルの2011年6月29日時点におけるアーカイブ。 2007年8月17日閲覧。
7. 1 2 3  “Creativity Movement (Formerly World Church of the Creator)” (英語). Anti-Defamation League. 2017年3月18日閲覧。
8. ↑  Henry, Sarah (1993年12月12日). “Marketing Hate: The Church of the Creator Has Sold Violent Racism as Religion for 20 Years. Now, It's the Skinheads Who Are Buying, and Some Serious Head-Bashing Has Begun.”. Los Angeles Times 2018年10月14日閲覧。
9. ↑  Race Over Grace: The Racialist Religion of the Christian Identity Movement
10. ↑  “Creativity Movement”. Template:Cite webの呼び出しエラー：引数 accessdate は必須です。
11. ↑  “Church of the Creator Timeline”. Template:Cite webの呼び出しエラー：引数 accessdate は必須です。
12. ↑  “The Creativity Movement”. Template:Cite webの呼び出しエラー：引数 accessdate は必須です。
13. ↑  “Te-ta-ma Truth Foundation — Family of Uri, Inc., Plaintiff-appellant, v. World Church of the Creator, Defendant-appellee, 297 F. 3d 662 (7th Cir. 2002)”. Template:Cite webの呼び出しエラー：引数 accessdate は必須です。
14. ↑  Hate Crimes: Causes, Controls, and Controversies, p. 147
15. ↑  Domestic Terrorism and Incident Management: Issues and Tactics, p. 121
16. ↑  The Encyclopedia of Cults, Sects, and New Religions, p. 218
17. ↑  The New White Nationalism in America: Its Challenge to Integration, p. 41
18. ↑  “Creativity Movement (Formerly World Church of the Creator)” (英語). Anti-Defamation League. 2017年3月18日閲覧。
19. ↑  Klassen, Ben, Trials, Tribulations, and Triumphs, p. 219
20. ↑  Trials, Tribulations, and Triumphs
21. 1 2 3  JoAnn Rogers; Jacquelyn S. Litt (2003). “Normalizing Racism: A Case Study of Motherhood in White Supremacy”. In Ferber, Abby. Home-grown Hate: Gender and Organized Racism. Routledge. p. 93. ISBN 978-0415944144
22. 1 2 3  Altman, Linda Jacobs (2001). Hate and Racist Groups: A Hot Issue. Enslow Publishers. p. 36. ISBN 978-0766013711
23. 1 2 3  Ellison, Quinton (2011年2月2日). “Hate by any name is still hate”. Smoky Mountain News. 2017年3月31日時点のオリジナルよりアーカイブ。2022年2月20日閲覧。
24. ↑  Love, Nancy S. (2016). Trendy Fascism: White Power Music and the Future of Democracy. State University of New York. p. 101. ISBN 978-1438462035 2022年2月20日閲覧。
25. ↑  Morris, Travis (2016). Dark Ideas: How Neo-Nazi and Violent Jihadi Ideologues Shaped Modern Terrorism. Lexington Books. p. 15. ISBN 978-0739191040
26. ↑  Michael, George (2009), Theology of Hate: A History of the World Church of the Creator, Gainesville: University of Florida.
27. ↑  “Church Sues Hale's Group Over Trademark”. Chicago Tribune. (2000年5月3日) 2012年3月19日閲覧. "[4] The names "Creativity" and "Creator" are derived from the foreword of the first edition of Nature's Eternal Religion by Ben Klassen. It states, "We call our religion Creativity, and members thereof, Creators, because, we believe these words, in essence, best describe the characteristic soul of the White Race."A church based in Oregon filed a trademark-infringement lawsuit Tuesday in federal court in Chicago against the World Church of the Creator, led by white supremacist Matthew Hale of Downstate East Peoria."
28. ↑  Klassen, Ben. “Foreword”. Nature's Eternal Religion. Lighthouse Point, FL: Ken Klassen. p. 8
29. 1 2 3  Cambeul, Cailen (2012年4月17日). “2. Rev. Cailen Cambeul”. The Creativity Alliance – Incorporating Your Church of Creativity. 2021年4月3日閲覧。
30. ↑  Wolf, Victor. “Little White Book”. creativitymovement.org. 2012年8月1日時点のオリジナルよりアーカイブ。2012年3月27日閲覧。
31. 1 2  “World Church of the Creator”. Religioustolerance.org. 2017年2月27日閲覧。
32. 1 2 3 4  “World Church of the Creator”.   Religioustolerance.org. 2016年5月25日閲覧。
33. ↑  Klassen, Ben (1973). Natures Eternal Religion. Church of the Creator. p. 31
34. 1 2  Ferber, Abby L. (2004).
35. ↑  Love, Nancy S. (2016).
36. ↑  Lewis, James; Pizza, Murphy.
37. ↑  Klassen, Ben.
38. ↑  Michael, George.
39. ↑  "Salubrious Living".
40. ↑  Hamm, Mark S. (1993).
41. ↑  “The Website of Political Research Associates”. PublicEye.org. 2016年5月25日閲覧。
42. ↑  America's Secret Jihad: The Hidden History of Religious Terrorism in the United States
43. ↑  Klassen, Ben. “The Laws of Nature Are Eternal”. Nature's Eternal Religion. Lighthouse Point, FL: Ken Klassen
44. ↑  “Life, Death and Immortality”.   Creativity movement. 2013年9月29日時点のオリジナルよりアーカイブ。2012年3月27日閲覧。
45. ↑  God & Apple Pie: Religious Myths and Visions of America By Christopher Buck, p. 190
46. ↑  Religious Bodies in the U.S.: A Dictionary
47. ↑  Home-grown Hate: Gender and Organized Racism WCOTC Background, p. 93
48. ↑  Missoulian, GINNY MERRIAM of the (1999年8月29日). “Town comes together before World Church meeting” (英語). The Missoulian
49. ↑  The New White Nationalism in America: Its Challenge to Integration, p. 390
50. ↑  “World Church of the Creator”. Template:Cite webの呼び出しエラー：引数 accessdate は必須です。
51. ↑  “RAHOWA! This Planet is All Ours”.   Wayback Machine (2002年10月22日). 2002年10月22日時点のオリジナルよりアーカイブ。 Template:Cite webの呼び出しエラー：引数 accessdate は必須です。
52. ↑  “The Creativity Movement”. splcenter.org.   Southern Poverty Law Center. 2012年3月19日閲覧。
53. ↑  Ben Klassen (1991). “13. Creativity Unique”. Little White Book. Church of the Creator
54. 1 2  Michael, George (2009). Theology of Hate: a History of the World Church of the Creator. University Press of Florida. ISBN 978-0-8130-3350-1
55. ↑  Perry, Barbara (2009). Hate Crimes. Westport, Connecticut: Praeger Publishers. pp. The Victims of Hate Crime 37, Hate Crime Offenders 31. ISBN 978-0-275-99569-0
56. 1 2 3  “World Church of the Creator”. ReligiousTolerance.org.   Ontario Consultants on Religious Tolerance. 2016年5月25日閲覧。
57. 1 2  Robinson, B. A.. “The Creativity Movement: Church Practices”. ReligiousTolerance.org.   Ontario Consultants on Religious Tolerance. 2012年3月19日閲覧。
58. 1 2 3   Terrorism in the United States, US: Justice Department, FBI, (1999), p. 4
59. ↑  “Creator Calendar”. Creativityalliance.com. 2016年5月25日閲覧。
60. ↑  Ben Klassen (1991), “25. The Creator Wedding Ceremony," "26. The Creator Child Pledging Ceremony," "27. Ceremony of Confirmation," "28. The Saying of Goodbyes to our Departed Brethren”, The Little White Book, Church of the Creator
61. ↑  “Creator Membership Manual”. www.wcotc.com. 2002年10月13日時点のオリジナルよりアーカイブ。2022年2月22日閲覧。
62. ↑  Robinson, B. A. “The Creativity Movement”. religioustolerance.org. 2013年7月19日閲覧。
63. ↑  “Every Creator a Reverend”. 2012年4月26日時点のオリジナルよりアーカイブ。2011年10月26日閲覧。
64. 1 2  “World Church of Creator founded in 1973”. Helena Independent Record. (2004年3月27日) 2010年12月26日閲覧。
65. ↑  Aho, James (2015-12-22). Far-Right Fantasy: A Sociology of American Religion and Politics. Routledge. ISBN 9781317334064
66. ↑  “"Saving White Babies:" White Supremacists Raise Funds for Kalispell Crisis Pregnancy Center”. mhrn.org.   Montana Human Rights Netwrork (2010年1月25日). 2013年7月19日閲覧。
67. ↑  “Teen Twins Lamb and Lynx Gaede Deny Neo-Nazi Past, Say 'It Was A Job'”. abcnews.go.com (2011年7月21日). 2018年3月31日閲覧。
68. ↑  Lenz, Ryan (2015年10月7日). “Elsewhere on the Plains: Craig Cobb is Trying Once Again to Build a Home for Racists | Southern Poverty Law Center”. Splcenter.org. 2016年5月25日閲覧。
69. ↑  “Craig Cobb, White Supremacist, Wants To Rename City After Donald Trump « CBS New York”. Newyork.cbslocal.com (2015年10月7日). 2016年5月25日閲覧。
70. ↑  “Fire destroys N.D. church recently purchased by white supremacist”. cbsnews.com.   CBS NEWS (2017年3月22日). 2021年5月31日時点のオリジナルよりアーカイブ。2021年8月25日閲覧。
71. ↑  The Toronto Star, August 14, 1993
72. ↑  Intelligence Report, Fall 2001, Issue Number: 103
73. ↑  “- YouTube”. YouTube. 2017年8月18日時点のオリジナルよりアーカイブ。 Template:Cite webの呼び出しエラー：引数 accessdate は必須です。
74. ↑  Evan Osnos and James Janega.
75. ↑  "Review of Law License Denial." Washington Post 13 Nov. 1999: A5.
76. ↑  “Suspected shooter said his hate-filled leaflets spoke 'the truth'”. (1999年7月6日) 2017年2月17日閲覧。
77. ↑  “SAPA – 17 July 96 – FEARS OF COMMUNISTS PROMPTED BRUTAL MURDERS”.   Justice.gov.za. 2012年11月24日閲覧。
78. ↑  “David Lane”. Archive.adl.org. 2016年5月26日時点のオリジナルよりアーカイブ。2016年5月25日閲覧。
79. ↑  Goodrick-Clarke, Nicholas (2003). Black Sun: Aryan Cults, Esoteric Nazism, and the Politics of Identity. NYU Press. p. 274. ISBN 978-0-8147-3155-0
80. ↑  Kaplan, Jeffrey (2000). Encyclopedia of White Power: A Sourcebook on the Radical Racist Right. Rowman & Littlefield. p. 201. ISBN 978-0-7425-0340-3
81. ↑  Gardell, Mattias (2003). Gods of the Blood: The Pagan Revival and White Separatism. Duke University Press. p. 222. ISBN 978-0-8223-3071-4
82. ↑  Dobratz, Betty A.; Shanks-Meile, Stephanie L. (1997) (英語). The White Separatist Movement in the United States: "White Power, White Pride!". JHU Press. p. 144. ISBN 9780801865374 2017年12月11日閲覧。
83. ↑  Cleary, Tom (2017年2月9日). “William Christopher Gibbs: 5 Fast Facts You Need to Know”. Heavy.com. 2017年2月27日閲覧。
84. ↑  Joyner, Chris (October 2, 2018) "Ricin charges dropped against Georgia white supremacist" Atlanta Journal-Constitution
85. ↑  “A Letter from Bobby Fischer to Pal Benko”. Template:Cite webの呼び出しエラー：引数 accessdate は必須です。
86. ↑  “6189: Bobby Fischer Uncensored”. Template:Cite webの呼び出しエラー：引数 accessdate は必須です。
87. ↑  “793 F.2d 232”. law.resource.org. 2016年11月21日閲覧。
88. ↑  “United States of America, Plaintiff-appellee, v. Cattle King Packing Co., Inc., Rudolph G. "butch" Stanko, and Gary Waderich, Defendants-appellants, 793 F.2d 232 (10th Cir. 1986)”. Justia Law 2016年11月21日閲覧。
89. ↑  http://casesearch.courts.state.md.us/casesearch/inquiryDetail.jis?caseId=03K89001317&loc=55&detailLoc=K [リンク切れ]
90. ↑  http://casesearch.courts.state.md.us/casesearch/inquiryDetail.jis?caseId=03K89001422&loc=55&detailLoc=K [リンク切れ]
91. ↑  http://casesearch.courts.state.md.us/casesearch/inquiryDetail.jis?caseId=03K91001188&loc=55&detailLoc=K [リンク切れ]
92. ↑  http://casesearch.courts.state.md.us/casesearch/inquiryDetail.jis?caseId=03K92004064&loc=55&detailLoc=K [リンク切れ]
93. ↑  “Business | FBI Says Bombing Of Naacp Just A Start -- Suspects Planned Racial Rampage, Court Papers Allege”. community.seattletimes.nwsource.com. 2016年11月21日閲覧。
94. ↑  “Craetivity Movement”. archive.adl.org. 2015年3月28日時点のオリジナルよりアーカイブ。2016年11月21日閲覧。
95. ↑  Florida Department of State, Document # 237320644
96. ↑  “The Creativity Movement | Southern Poverty Law Center”. Splcenter.org. 2017年7月29日時点のオリジナルよりアーカイブ。2016年5月25日閲覧。
97. ↑  “The Creativity Movement”.   Religious tolerance. 2012年11月24日閲覧。
98. ↑  “What's in a Name?”. Southern Poverty Law Center. (Winter 2002).  オリジナルの2007年7月13日時点におけるアーカイブ。 2007年8月17日閲覧。
99. 1 2  “World Church of the Creator in Turmoil After Leader Matt Hale Arrested”. Southern Poverty Law Center (2003年4月15日). 2017年2月17日閲覧。
100. ↑  “Creator Crack-Up”. Southern Poverty Law Center. (Winter 2002).  オリジナルの2007年9月27日時点におけるアーカイブ。 2007年8月17日閲覧。
101. ↑   White Supremacist Group Fined $1,000 a Day, The Anti-Defamation League, (May 1, 2003),  オリジナルのJune 29, 2011時点におけるアーカイブ。 2011年5月13日閲覧。
102. ↑  Shia Kapos, Tribune staff reporter (2003年4月25日). “Hale church fined on trademark; U.S. judge sets penalty until it stops using name”. Chicago Tribune:  p. C3
103. ↑  “Appeals Court ruling”. 2016年3月4日時点のオリジナルよりアーカイブ。2016年11月21日閲覧。
104. ↑  Circuit., United States Court of Appeals, Seventh (2002年1月1日). “297 F3d 662 Te-Ta-Ma Truth Foundation Family of Uri Inc v. World Church of the Creator”. 2017年2月12日閲覧。
105. ↑  A Supreme Court of the United States denial of further review (certiorari) was issued in January 2003.“Supreme Court denial of certiorari)”. 2005年10月27日時点のオリジナルよりアーカイブ。 Template:Cite webの呼び出しエラー：引数 accessdate は必須です。
106. ↑  Natasha Korecki and Frank Main, "Hale gets max: 40 years in prison," Chicago Sun Times, 7 April 2005,
107. ↑  Doyle, Bridget; Sweeney, Annie (2013年2月21日). “White supremacist gets 42 months for targeting federal juror”. Chicago Tribune 2017年2月17日閲覧。
108. ↑  “State of the Church 44AC (2017) – the Creativity Movement”. Template:Cite webの呼び出しエラー：引数 accessdate は必須です。
109. ↑  “From the ashes neo–Nazi group now cal…”, Intelligence Report (SPLC), (Winter 2010)
110. ↑  “The creativity movement”, Get informed, SPL center, "In January 2007, a spin-off which calls itself the Creativity Alliance was formed. It is composed of individuals who are former members of Klassen and Hale’s groups and it also has new members, but it has no affiliation with the Creativity Movement"
111. ↑   About the Creativity Alliance (Policy), Creativity Alliance
112. ↑  “Active hate groups in the United States in 2015”.   Southern Poverty Law Center. 2016年3月29日閲覧。
113. ↑   Legal disclaimer, Creativity Alliance, "The Creativity Alliance makes no attempt to assume or supersede trademark"
114. ↑  “The Alliance: Issue Iii”. Creativityalliance.com. 2016年3月28日時点のオリジナルよりアーカイブ。2016年5月25日閲覧。
115. ↑  “Smoky Mountain Church of Creativity” (2009年11月23日). 2009年11月23日時点のオリジナルよりアーカイブ。2016年5月25日閲覧。
116. ↑  “The Creativity Directory: Creativity is a Religion for White People, by White People” (2009年9月25日). 2009年9月25日時点のオリジナルよりアーカイブ。2016年5月25日閲覧。
117. ↑  Beirich, Heidi (2015年5月20日). “New Report Details Allegations of Massive Financial Improprieties in the neo-Nazi National Alliance | Southern Poverty Law Center”. Splcenter.org. 2016年5月25日閲覧。
118. ↑  “Chaos at the Compound | Southern Poverty Law Center”. Splcenter.org (2015年5月20日). 2016年5月25日閲覧。
119. ↑  “"National Alliance Implodes:" Racist Leaders Reject NA Chairman Will Williams' Excuses while Questioning His Judgment and Temperament | Southern Poverty Law Center”. Splcenter.org (2015年5月26日). 2016年5月25日閲覧。
120. ↑  “Neo-Nazi stickers, business cards in Squirrel Hill attract FBI's attention”. Pittsburgh Post-Gazette
121. ↑  “Racist business cards appear in Squirrel Hill mailboxes”. 2017年10月16日時点のオリジナルよりアーカイブ。2017年10月16日閲覧。
122. ↑  “Fox5 Atlanta News”. 2017年2月28日時点のオリジナルよりアーカイブ。2017年10月16日閲覧。
123. ↑  “Fox5 Atlanta News”. 2017年2月28日時点のオリジナルよりアーカイブ。2017年10月16日閲覧。
124. ↑  “Sheriff: Georgia Man's Car Tests Positive for Ricin”. ABC News. 2017年2月11日時点のオリジナルよりアーカイブ。2017年10月16日閲覧。
125. ↑  The Brunswick News
126. ↑  “White Supremacist Charged with Distributing Racist Fliers” (2017年9月15日). Template:Cite webの呼び出しエラー：引数 accessdate は必須です。
127. ↑  “Local self-proclaimed white supremacist, ex-felon arrested”. 2017年10月16日時点のオリジナルよりアーカイブ。2017年10月16日閲覧。
128. ↑  “White supremacist arrested in connection with anti-Semitic fliers in Squirrel Hill”. Template:Cite webの呼び出しエラー：引数 accessdate は必須です。
129. ↑  Cambeul, Cailen (2017年12月1日). “Modern White Racial Loyalists have Moved on from Fascism”. The Creativity Alliance – Incorporating Your Church of Creativity. 2021年4月3日閲覧。 “Updated: 18 September 2018.”
130. ↑  Hamwi, Omar (29 March 2010), White Supremacists Target Penrith (editorial), AU: Penrith Press 2011年10月26日閲覧。
131. ↑  “NZ posters call for race riots”, The age (Melbourne, AU), (December 15, 2005)
132. ↑  “Wellington posters call for race riots”, Herald (NZ), (December 15, 2005)
133. ↑   Victory in Cronulla, AU: Australia/Israel Jewish Affairs Council, (January 2006)
134. ↑  “SA Attorney-General wants racist website shut down”. ABC Australia. (2006年1月31日) 2009年5月23日閲覧。
135. ↑  “Race hate website referred to police”. Australian Broadcasting Corporation (2006年1月31日). 2013年7月19日閲覧。
136. ↑  “Press council dismisses complaint against The punch”, The punch (AU)
137. ↑   Police say controversial leaflet claiming 'white race is nature's finest' is not illegal, UK: Liverpool Echo, (March 26, 2015)
138. ↑  McCann, Lee (2015年3月19日). “Inverbervie targeted by racist group”. Kincardineshire Observer.  オリジナルの2019年8月7日時点におけるアーカイブ。 2016年3月29日閲覧。
139. ↑  Decision and Order: Peterson v. Wilmur Communications.
140. ↑  “Selected Cases on Religious Discrimination”.   Office of Legal Counsel, United States Equal Employment Opportunity Commission. p. 3 (2005年5月). 2011年7月24日時点のオリジナルよりアーカイブ。2011年3月18日閲覧。
141. ↑  “ACLU Warns Chesterfield Not to Block World Church of the Creator Meeting in Public Library”.   American Civil Liberties Union of Virginia (2002年9月17日). 2013年7月19日閲覧。
142. ↑  “White-supremacy group doesn't qualify as religion”. Firstamendmentcenter.org (2009年12月11日). 2016年5月1日時点のオリジナルよりアーカイブ。2016年5月25日閲覧。
143. ↑  “What Makes a Religion a Religion Under Law?”. Worldreligionnews.com (2015年4月29日). 2016年5月25日閲覧。
144. ↑  Barker, Renae (2022). “Defining Religion for the World?”. In Barker, Renae; Babie, Paul; Foster, Neil (英語). Law and Religion in the Commonwealth: The Evolution of Case Law. Bloomsbury Publishing. pp. 11–32. ISBN 978-1-5099-5016-4. "U.S. v. Meyers, 95 F.3d 1475, 1483 (10th Cir. 1996); Africa v. Commonwealth of Pa., 662 F.2d 1025, 1032 (3d Cir. 1981)"
145. ↑  “Lexis search”. Lexis. Template:Cite webの呼び出しエラー：引数 accessdate は必須です。 (要購読契約)
146. ↑  “Kaufman V. Mccaughtry | Findlaw”. Caselaw.findlaw.com. 2016年5月25日閲覧。
147. ↑  “Hale v. Federal Bureau of Prisons et al, No. 1:2014cv00245 – Document 66 (D. Colo. 2015) :: Justia”. Law.justia.com. 2016年5月25日閲覧。
148. ↑  “RLUIPA Round-Up” (2015年10月9日). 2016年5月30日時点のオリジナルよりアーカイブ。2019年3月9日閲覧。
149. ↑  “Convicted felon awarded 'religion' decision”. Onenewsnow.com (2015年10月12日). 2016年5月25日閲覧。
150. ↑  “The State”. Los Angeles Times. (1989年3月12日) 2019年3月9日閲覧。
151. 1 2  “Leaflet claiming "the white race is nature's finest" slammed after being delivered in south Liverpool”. Liverpool Echo. (2015年3月24日).  オリジナルの2020年12月2日時点におけるアーカイブ。 2015年3月24日閲覧。
152. ↑  “Flurry of Racist Fliers Prompts Concern” (2017年11月21日). Template:Cite webの呼び出しエラー：引数 accessdate は必須です。
153. ↑  “Active Neo-Nazi Groups”. Template:Cite webの呼び出しエラー：引数 accessdate は必須です。

Template:Religion and politics